# Principe de l'argument
En analyse complexe, le principe de l'argument (parfois appelé théorème de l'argument) relie la différence entre le nombre de zéros et de pôles d'une fonction méromorphe par rapport à une intégrale curviligne de sa dérivée logarithmique. 

## Énoncé

Un lacet simple et positivement orienté C (en noir), les zéros de (en bleu) et les poles de (en rouge).

Soit {\displaystyle f} une fonction méromorphe sur un ouvert {\displaystyle U\subset \mathbb {C} } simplement connexe dont l'ensemble {\displaystyle F} des zéros et des pôles est fini. Alors pour tout lacet {\displaystyle \gamma } à image dans {\displaystyle U\backslash F}, 
{\displaystyle {1 \over 2i\pi }\int _{\gamma }{f'(z) \over f(z)}~\mathrm {d} z=\sum _{z_{j}\in F}v_{z_{j}}(f)\mathrm {Ind} _{\gamma }(z_{j})}
où {\displaystyle v_{z_{j}}(f)} est la valuation de {\displaystyle f} en {\displaystyle z_{j}} c'est-à-dire l'ordre de {\displaystyle z_{j}} si {\displaystyle z_{j}} est un zéro et l'opposé de l'ordre de {\displaystyle z_{j}} si c'est un pôle et {\displaystyle \mathrm {Ind_{\gamma }(z_{j})} } est l'indice du point par rapport au lacet.
Si {\displaystyle \gamma } est un lacet simple positivement orienté formant le bord {\displaystyle \partial K} d'un compact {\displaystyle K}, la relation ci-dessus se réécrit :
{\displaystyle {1 \over 2i\pi }\int _{\gamma }{f'(z) \over f(z)}~\mathrm {d} z=Z_{f,K}-P_{f,K}}
où {\displaystyle Z_{f,K}} et {\displaystyle P_{f,K}} représentent respectivement le nombre de zéros et de pôles de {\displaystyle f} dans {\displaystyle K} comptés avec leur multiplicité.

## Interprétation géométrique

Figure 2 : Second cas pour la fonction.
En bleu le lacet avec, en rouge l'image de ce lacet par la fonction. On s'aperçoit que cette dernière effectue deux tours autour de l'origine (dans le sens anti-trigonométrique).

Le principe de l'argument permet de compter le nombre de tours que fait l'image de {\displaystyle \gamma } par {\displaystyle f} autour de l'origine. C'est sur cette notion que se base notamment la démonstration du théorème de Rouché. 
Considérons en effet le terme {\displaystyle E={1 \over 2i\pi }\int _{\gamma }{f'(z) \over f(z)}~\mathrm {d} z}, et posons
{\displaystyle \Gamma (t)=f(\gamma (t))}, où l'on peut supposer que {\displaystyle \gamma } est fonction du paramètre
t, variant entre 0 et 1. Par définition de l'intégrale curviligne, 
Mais cette expression définit justement l'indice de 0 par rapport au chemin {\displaystyle \Gamma }, qui s'interprète comme le nombre de « tours » effectués par le point {\displaystyle \Gamma (t)} autour de 0, lorsque t varie entre 0 et 1, ou ce qui revient au même, lorsque {\displaystyle \Gamma (t)} est « revenu » à son point de départ.
Ainsi, E représente le nombre (algébrique) de tours effectués autour de l'origine par f(z), lorsque z se meut sur le chemin {\displaystyle \gamma }, jusqu'à être revenu à son point d'origine.

Figure 1 : Premier cas pour la fonction.
En bleu le lacet avec, en rouge l'image de ce lacet par la fonction. On s'aperçoit que cette dernière effectue trois tours autour de l'origine (dans le sens anti-trigonométrique).

### Exemples
Soit la fonction {\displaystyle f:\mathbb {C} \to \mathbb {C} } ayant deux zéros simples en {\displaystyle z_{1,2}=\pm i} (la valuation de ces deux points est +1) et définie par :
{\displaystyle \displaystyle {f(z)=z^{2}+1}}.
Considérons le lacet le plus simple : le cercle {\displaystyle C(0,r)} centré à l'origine et de rayon {\displaystyle r>0}, il y a deux cas à considérer :
- tout d'abord, si {\displaystyle r\leq 1}, alors l'indice des deux zéros est nul et l'image du lacet par {\displaystyle f} ne tourne pas autour de l'origine ;

- l'autre cas est : {\displaystyle r>1}, alors l'indice des deux zéros est égal à 1 et l'image du lacet par {\displaystyle f} tourne deux fois autour de l'origine en effet :

{\displaystyle v_{z_{1}}(f)\mathrm {Ind} _{C(0,r)}(z_{1})+v_{z_{2}}(f)\mathrm {Ind} _{C(0,r)}(z_{2})=2}.

Considérons à présent la fonction {\displaystyle g:\mathbb {C} ^{*}\to \mathbb {C} } ayant un pôle triple à l'origine et un zéro simple en {\displaystyle z_{2}=-1} (les valuations de ces deux points sont respectivement {\displaystyle -3} et {\displaystyle +1}) et définie par :
{\displaystyle \displaystyle {g(z)={z+1 \over z^{3}}}}.
En considérant comme ci-dessus le cercle {\displaystyle C(0,r)}, nous avons à nouveau deux cas à considérer :
- si {\displaystyle r\leq 1}, alors l'indice du zéro simple est nul, et il ne reste que le pôle triple à considérer, l'image du lacet par la fonction {\displaystyle g} tourne {\displaystyle -}trois fois (trois fois dans le sens anti-trigonométrique) autour de l'origine ;

- si {\displaystyle r>1}, on doit considérer le zéro et le pôle et donc l'image du lacet par la fonction {\displaystyle g} tourne {\displaystyle -}deux fois autour de l'origine.

Ces deux cas sont illustrés par les figures 1 et 2 ci-contre.

## Démonstration
Par hypothèse, {\displaystyle f(z)\neq 0} et {\displaystyle f} est holomorphe sur {\displaystyle U\backslash F} donc {\displaystyle f'/f} (quotient de deux fonctions holomorphes) est également holomorphe sur {\displaystyle U\backslash F}.
{\displaystyle U} est simplement connexe donc le lacet {\displaystyle \gamma } est homotope à un point dans {\displaystyle U}; ainsi, on peut donc appliquer le théorème des résidus
Pour {\displaystyle z_{j}\in F}, on a, au voisinage de {\displaystyle z_{j}} :
{\displaystyle f(z)=(z-z_{j})^{n_{j}}g(z)}
où {\displaystyle g} est holomorphe et ne s'annule pas sur un voisinage de {\displaystyle z_{j}} et {\displaystyle n_{j}\in \mathbb {Z} } est la valuation de {\displaystyle z_{j}}.
On a donc : 
{\displaystyle f'(z)=n_{j}(z-z_{j})^{n_{j}-1}g(z)+(z-z_{j})^{n_{j}}g'(z)}
dont on tire :
{\displaystyle {f'(z) \over f(z)}={n_{j} \over (z-z_{j})}+{g'(z) \over g(z)}}.
Le quotient ci-dessus a un pôle simple en {\displaystyle z_{j}} puisque {\displaystyle g} est holomorphe et ne s'annule pas au voisinage de {\displaystyle z_{j}}. On peut maintenant calculer le résidu en {\displaystyle z_{j}} :
{\displaystyle \mathrm {Res} \left({f' \over f},z_{j}\right)=\lim _{z\to z_{j}}\left((z-z_{j}){f'(z) \over f(z)}\right)=n_{j}},
avec {\displaystyle n_{j}=v_{z_{j}}(f)}. En insérant ce dernier résultat dans la première équation, nous obtenons finalement :
{\displaystyle {1 \over 2i\pi }\int _{\gamma }{f'(z) \over f(z)}~\mathrm {d} z=\sum _{z_{j}\in F}v_{z_{j}}(f)\mathrm {Ind} _{\gamma }(z_{j})}.

## Applications
Des ouvrages d'automatique utilisent assez fréquemment ce principe comme base théorique pour le critère de stabilité de Nyquist. La thèse originale de 1932 de Harry Nyquist fait usage d'une approche plutôt maladroite et primitive pour développer le critère de stabilité. Dans sa thèse, H. Nyquist ne mentionnait pas le principe de l'argument. Par la suite, Leroy MacColl et Hendrik Bode sont partis du principe de l'argument pour déterminer le critère de stabilité, approche qui est utilisée actuellement dans bon nombre d'ouvrages d'analyse complexe ou d'automatique.